# Vịnh Hàng Châu

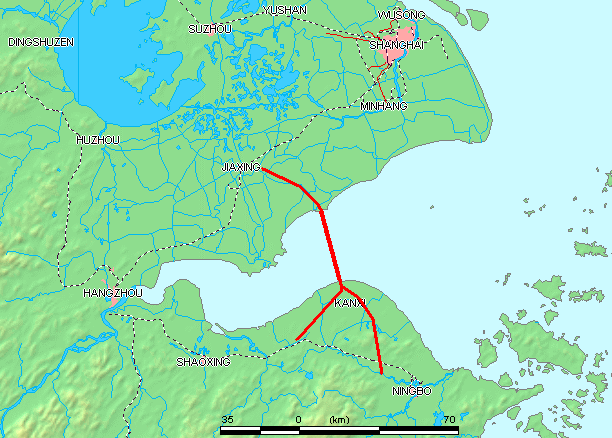
Vị trí vịnh Hàng Châu và cầu vịnh Hàng Châu.

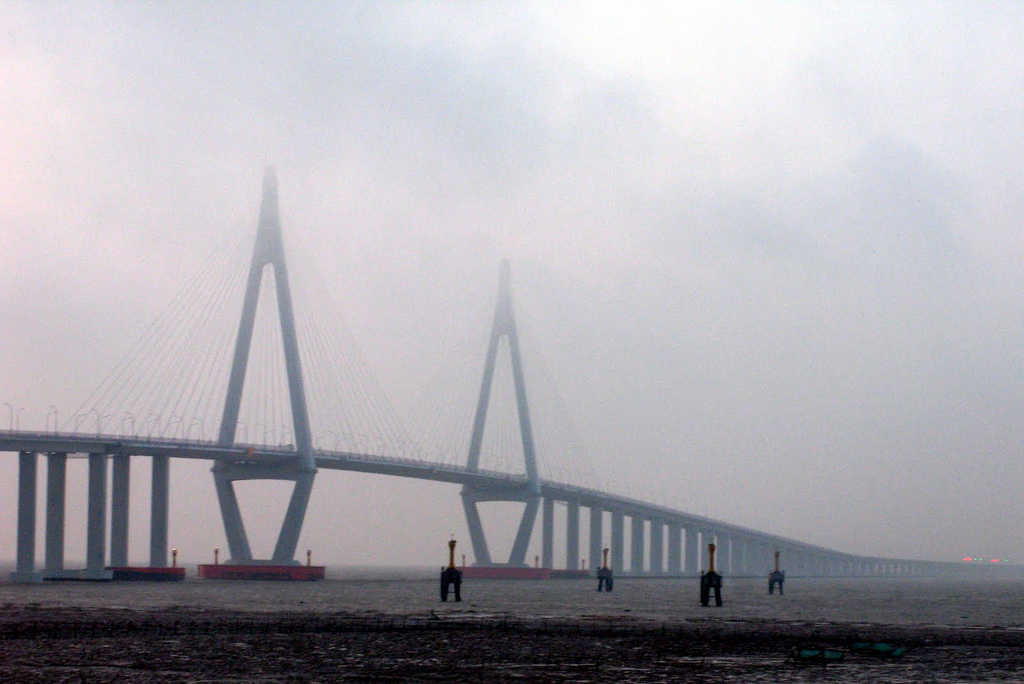
Cầu vịnh Hàng Châu

Vịnh Hàng Châu (giản thể: 杭州湾; phồn thể: 杭州灣; Hán-Việt: Hàng Châu loan; bính âm: Hángzhōu Wān), là một vịnh nhỏ của biển Hoa Đông, giáp với tỉnh Chiết Giang và thành phố Thượng Hải. Sông Tiền Đường chảy vào vịnh này.
Vịnh nằm ở phía nam của Thượng Hải, và kết thúc tại Hàng Châu. Vịnh Hàng Châu có nhiều đảo nhỏ và được gọi chung là quần đảo Chu San.
Vịnh được nhiều người biết đến do có sóng thủy triều lớn nhất thế giới, chiều cao lên tới 9 mét (30 ft), và có tốc độ 40 km (25 mi) mỗi giờ. Sóng thủy triều đặc biệt lớn trong lễ Trung thu khi hàng nghìn du khách đến để chiêm ngưỡng.
Cầu vịnh Hàng Châu bắc ngang qua vịnh, hợp long vào ngày 14 tháng 6 năm 2007 và mở cửa vào ngày 1 tháng 5 năm 2008. Đây là cầu dài thứ hai trên thế giới, nó giảm bớt hành trình giữa phía đông Chiết Giang và Thượng Hải từ 400 xuống 80 km (250 xuống 50 mi).